# Leguán jamajský
Leguán jamajský (Cyclura collei) je druh ještěra z čeledi leguánovitých.

## Popis a výskyt
Tento leguán je endemitem ostrova Jamajka v Karibském moři a jeho domovinou jsou nyní lesy v Hellshire Hills. Jedná se o středně velkého ještěra. Samci dosahují délky těla 42,8 cm, zatímco samice jen 37,8 cm. Ocas je dlouhý 50 - 60 cm. Zbarvení kůže je hnědé, zbytek těla je šedý. Od hřbetu ke špičky ocasu se mu táhnou krátké ostré trny. 
Od roku 1948 byl považován za vyhynulého. V roce 1970 byl nalezen mrtvý exemplář a v roce 1990 byla objevena kolonie asi 100 zvířat. 
Většinu časů tráví na zemi, občas vylezou na stromy. Samice klade 2 - 6 vajec do vyhrabané díry v zemi a mláďata se líhnou za 50 dní. 

## Potrava
Je býložravý. Do jeho jídelníčků patří listy, plody a květy. Velmi zřídka si ho doplňuje měkkýši a hmyzem. 

## Ochrana
Leguán jamajský je kriticky ohrožený druh a jeho početní stavy ve volné přírodě se pohybují. Příčiny k jeho ohrožení jsou vysazené promyky indické, psi a kozy domácí. V roce 1990 byl znovu objeven poblíž Kingstonu.
Odhad z roku 2021 již hovoří o 500 - 600 jedincích, tudíž se jeho stavy začaly zvyšovat. Nicméně již čelí těžbě dřevěného uhlí z Hellshire Hills, které je jeho útočištěm.